# Kurt Zotz
Kurt Zotz (* 1899; † 1958) war ein deutscher Dramatiker und Lyriker, der als später Symbolist gilt. Er entstammt der österreichisch-deutschen Unternehmer- und Gelehrtenfamilie Zotz und lebte in Konstanz.
Zotz schrieb und veröffentlichte sowohl Gedichte als auch Theaterstücke. Darüber hinaus war er Mitarbeiter im Baden-Badener Kairos Verlag, in dessen „Kairos Almanach“ er publizierte.
Das Werk von Kurt Zotz war bei zeitgenössischen Literaturkritikern nicht unumstritten. Sein Stil wurde einerseits als tiefer Symbolismus gewürdigt, andererseits als „gewollt metaphorisch und gestelzt“ bezeichnet. Kurt Zotz ging über einen reinen Symbolismus allerdings hinaus, indem sein dramatisches Werk auch sozialkritische Elemente beinhaltet. Er erhielt 1949 den Literaturpreis der Stadt Lahr (Schwarzwald). Von 1953 bis zu seinem Tod 1958 wurde er vom Land Baden-Württemberg gefördert. Kurt Zotz stand mit vielen Literaten und Kulturschaffenden seiner Epoche in Verbindung. Der Briefwechsel mit dem Schweizer Schriftsteller Carl Albert Loosli befindet sich im Schweizerischen Literaturarchiv. Die Korrespondenz mit Gottfried Benn und Carl Zuckmayer befindet sich im Deutschen Literaturarchiv in Marbach. Dort werden auch Teile des unpublizierten Manuskripts „Die Schöpfung“ aufbewahrt.

## Werke (Auswahl)
- Empor. Gedichte. Weinfelden (A.-G. Neuenschwander’sche Verlagsbuchhandlung) 1926
- Zerfall. Eine Familientragödie in 5 Aufzügen. Weinfelden (Lehmann’scher Theaterverlag) 1928
- Cytere. Eine Vision. Zürich (Orell Füssli) Verlag 1935
- Die Geister. In: Die Zeit. Schweizer Blätter für Kunst, Schriftentum und Leben 2.1934/35, S. 408
- Das Meer. In: Die Zeit. Schweizer Blätter für Kunst, Schriftentum und Leben 2.1934/35, S. 336